# 박뜨리엠군
박뜨리엠군(Quận Bắc  Từ Liêm / 郡北慈廉)은 베트남 하노이의 행정 구역으로 2013년 12월 27일에 뜨리엠현에서 새롭게 남북으로 분할되면서 현(縣)에서 군(郡)으로 승격되었다. 따라서 현재는 박뜨리엠군과 남뜨리엠군으로 분할되었다. 2013년 현재 박뜨리엠군의 인구는 320,414명에 달한다.

## 지리
박뜨리엠은 홍강을 가로질러 북쪽으로 동안군과 경계를 접한다. 동쪽으로는 떠이호군, 남쪽으로는 남뜨리엠군, 꺼우저이군과 경계를 이룬다. 그리고 서쪽으로는 호아이득현, 단프엉현이 있다.

## 행정구역
박뜨리엠군은 13개의 프엉(坊)이 있다.

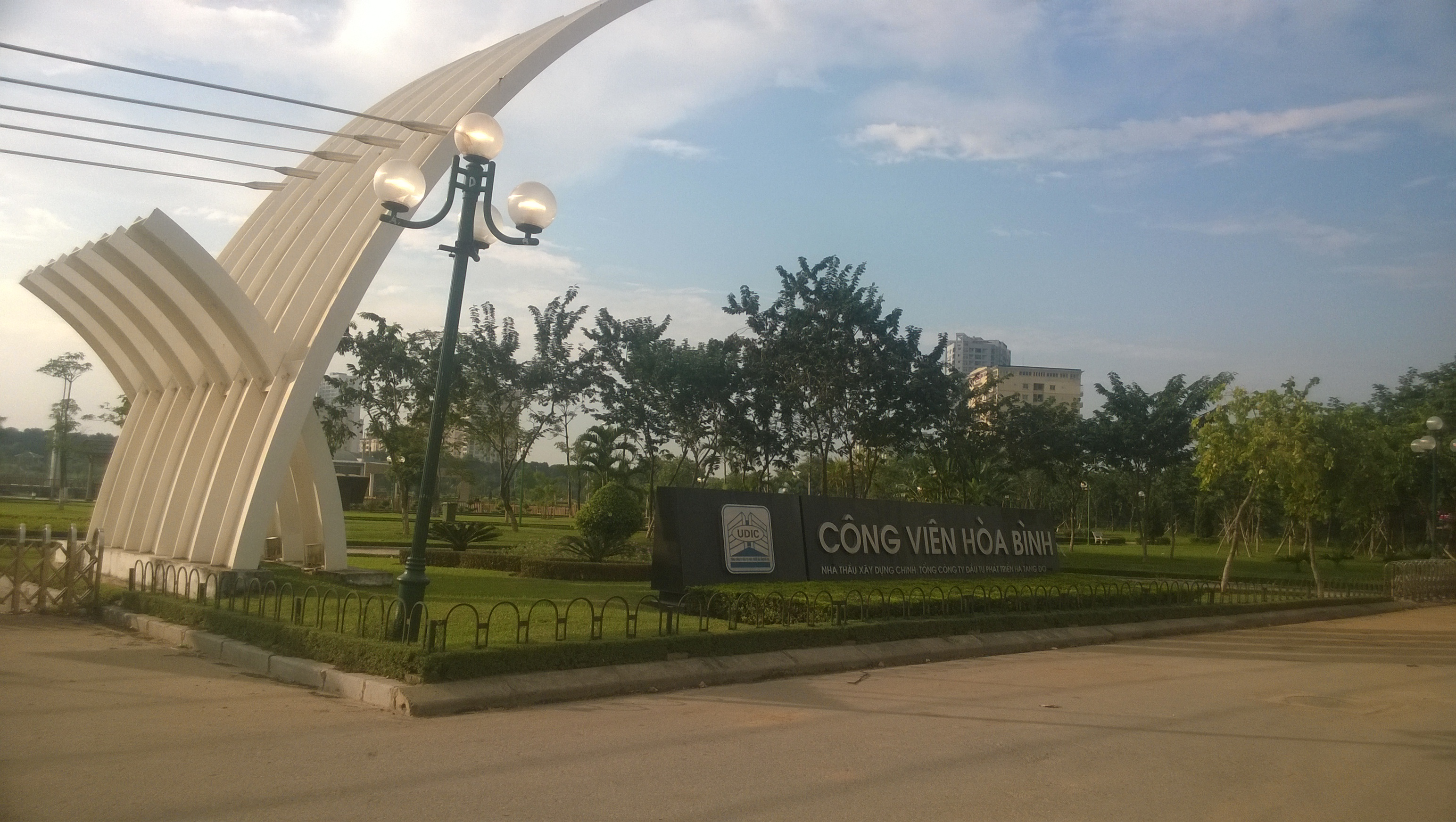
쑤언딘 프엉에 있는 호아빈 공원

- 꼬뉴에 못（Cổ Nhuế 1 / 古芮一）
- 꼬뉴에 하이（Cổ Nhuế 2 / 古芮二）
- 동각（Đông Ngạc / 東鄂）
- 둑탕（Đức Thắng / 德勝）
- 리엔막（Liên Mạc / 蓮墨）
- 민카이（Minh Khai / 明開）
- 푸지엔（Phú Diễn / 富演）
- 푹지엔（Phúc Diễn / 福演）
- 떠이뚜우（Tây Tựu / 西就）
- 트엉깟（Thượng Cát / 上葛）
- 투이프엉（Thụy Phương / 瑞芳）
- 쑤언딘 (Xuân Đỉnh / 春鼎）
- 쑤언타오 (Xuân Tảo / 春桃）

## 교육
- 하노이 광물 지질 대학교
- 하노이 산업 대학교
- 하노이 관광 대학교
- 뉴턴 국제학교